# Strongylodon madagascariensis
Strongylodon madagascariensis är en ärtväxtart som beskrevs av John Gilbert Baker. Strongylodon madagascariensis ingår i släktet Strongylodon och familjen ärtväxter. IUCN kategoriserar arten globalt som livskraftig. Inga underarter finns listade i Catalogue of Life.